# Phreatoasellus akyioshiensis
Phreatoasellus akyioshiensis là một loài chân đều trong họ Asellidae. Loài này được Ueno miêu tả khoa học năm 1927.